# André Brink
André Philippus Brink (29 de maig de 1935 – 6 de febrer de 2015) fou un novel·lista sud-africà conegut per la seva lluita anti-apartheid. Va ser influït per Jean-Paul Sartre i Albert Camus, i entre les seves obres destaquen Die ambassadeur ([L'ambaixador], 1964), Kennis van die aand ([Coneixença de la nit], 1974), i ‘n Droe wit seissoen ([Una àrida estació blanca], 1979). Va escriure tant en afrikaans com en anglès i va ser professor d'anglès a la Universitat de Ciutat del Cap.
Durant la dècada del 1960, ell i Breyten Breytenbach van ser figures claus en el moviment literari en llengua afrikaans conegut com a Die Sestigers. Aquests escriptors es caracteritzaven per usar l'afrikaans com a llengua per parlar contra l'apartheid, i a més per dur a la literatura en afrikaans la influència de les literatures anglesa i francesa contemporànies.
La seva novel·la Kennis van die aand (1973) va ser el primer llibre en afrikaans en ser prohibit pel govern sud-africà. Brink va escriure les seves obres simultàniament en afrikaans i anglès. Les seves primeres novel·les tocaven temes relacionats amb la política d'apartheid.
Va traduir nombroses obres de l'anglès, francès i castellà a l'afrikaans. Brink va morir en un vol d'Amsterdam a Ciutat del Cap, després d'haver sigut nomenat doctor honoris causa de la Universitat Catòlica de Lovaina.

## Obra
- Caesar. Drama, 1961
- Lobola vir die lewe. Novel·la, 1962
- Die Ambassadeur. Novel·la, 1963
- File on a Diplomat (1967)
- The Ambassador
- Looking on Darkness
- Kennis van die aand. Novel·la, 1973
- ’N oomblik in die wind. Novel·la, 1975
- ’N droe wit seisoen. Novel·la, 1978
- An Instant in the Wind. 1976
- Rumours of Rain. 1978
- A Dry White Season. 1979
- A Chain of Voices (1981)

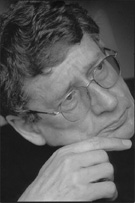
André Brink, el 1999.

- Houd-den-Bek / A Chain of Voices. Novel·la, 1982
- Mapmakers: Writing in a State of Siege. 1983
- The Wall of the Plague. 1984
- A Land Apart: A South African Reader. 1986
- States of Emergency. 1988
- An Act of Terror. 1991
- The First Life of Adamastor. 1993
- On the Contrary. 1993
- Imaginings of Sand. 1996
- Reinventing a Continent: Writing and Politics in South Africa. 1996
- Devil's Valley. 1998
- The Novel: Language and Narrative from Cervantes to Calvino. 1998
- The Rights of Desire. 2000
- Anderkant die Stilte. 2002, traduïda com a The Other Side of Silence
- Before I Forget. 2004
- Praying Mantis. 2005
- The Blue Door. 2006
- Other Lives. 2008
- Oom Kootje Emmer, 2010, ISBN 978-0798151450
- A Fork in the Road, Memoiren, Vintage, New York 2010, ISBN 978-0099527039[4]

També va escriure obres de teatre, literatura infantil i de viatges. La novel·la A Dry White Season va ser versionada al cinema el 1989, en una pel·lícula dirigida per Euzhan Palcy.

## Premis i reconeixements
- Premi Mondello (Itàlia)
- Premi Médicis Estranger (França)
- 1976 — Premi Booker de ficció per An Instant in the Wind.
- 1978 — Premi Booker de ficció per Rumours of Rain.
- 1978 — Premi Literari de l'Agència Central de Notícies (Sud-àfrica) per Rumours of Rain.
- 1980 — Premi Memorial Martin Luther King
- 1982 — Premi Literari de l'Agència Central de Notícies (Sud-àfrica) per A Chain of Voices.
- 2003 — Premi de ficció Barry Ronge per The Other Side of Silence.
- 2003 — Premi dels escriptors del Commonwealth al millor llibre de la Regió Africana per The Other Side of Silence.
- 2005 — Premi dels escriptors del Commonwealth al millor llibre de la Regió Africana per Before I Forget.
- 2006 — Premi dels escriptors del Commonwealth al millor llibre de la Regió Africana per Praying Mantis.
- 2006 — Premi Memorial James Tait Black de ficció per Praying Mantis.[4]